# Confederación de Estudiantes de Chile
Confederación de Estudiantes de Chile (kurz: Confech; dt. „Konföderation Chilenischer Studenten“) ist die nationale Studentenorganisation Chiles. Sie vereinigt die Studentenorganisationen der meisten Universitäten des Landes.

## Bildungsproteste 2011
Im Jahr 2011 organisierte Confech Proteste für Reformen im Sozial- und Bildungssystem. Angeführt wurden die Proteste von der damaligen Geographiestudentin Camila Vallejo von der Universidad de Chile. Sie vertrat die Studentenbewegung ebenso bei den Verhandlungen mit der Regierung. 

## Mitglieder
- FEUACh (Universidad Austral de Chile)
- FEUACh (Universidad Austral de Chile Sede Puerto Montt)
- FEUCSC (Universidad Católica de la Santísima Concepción)
- FEUCT (Universidad Católica de Temuco)
- FEUCM (Universidad Católica del Maule)
- FEUCN (Universidad Católica del Norte)
- FEUCN-C (Universidad Católica del Norte Sede Coquimbo)
- FEUA (Universidad de Antofagasta)
- FEUDA (Universidad de Atacama)
- FECh (Universidad de Chile)
- FEC (Universidad de Concepción)
- FEUFRO (Universidad de La Frontera)
- FEULS (Universidad de La Serena)
- FEULA (Universidad de Los Lagos)
- FEUMAG (Universidad de Magallanes)
- FEUPLA (Universidad de Playa Ancha)
- FEUTAL (Universidad de Talca)
- FEUSACh (Universidad de Santiago de Chile)
- FEUV (Universidad de Valparaíso)
- FEUV-Santiago (Universidad de Valparaíso Sede Santiago)
- FEUBB (Universidad del Bío Bío)
- FEP (Universidad Metropolitana de Ciencias de la Educación)
- FEUNAP (Universidad Nacional Arturo Prat)
- FEUC (Universidad Pontificia Católica de Chile)
- FEUCV (Universidad Pontificia Católica de Valparaíso)
- FEUCV-s (Universidad Pontificia Católica de Valparaíso sede Santiago)
- FEUTA (Universidad Tarapacá de Arica)
- FEUTFSM (Universidad Técnica Federico Santa María)
- FEUSAM (Universidad Técnica Federico Santa María Campus Santiago)
- FEUTEM (Universidad Tecnológica Metropolitana)